# 凯桑门

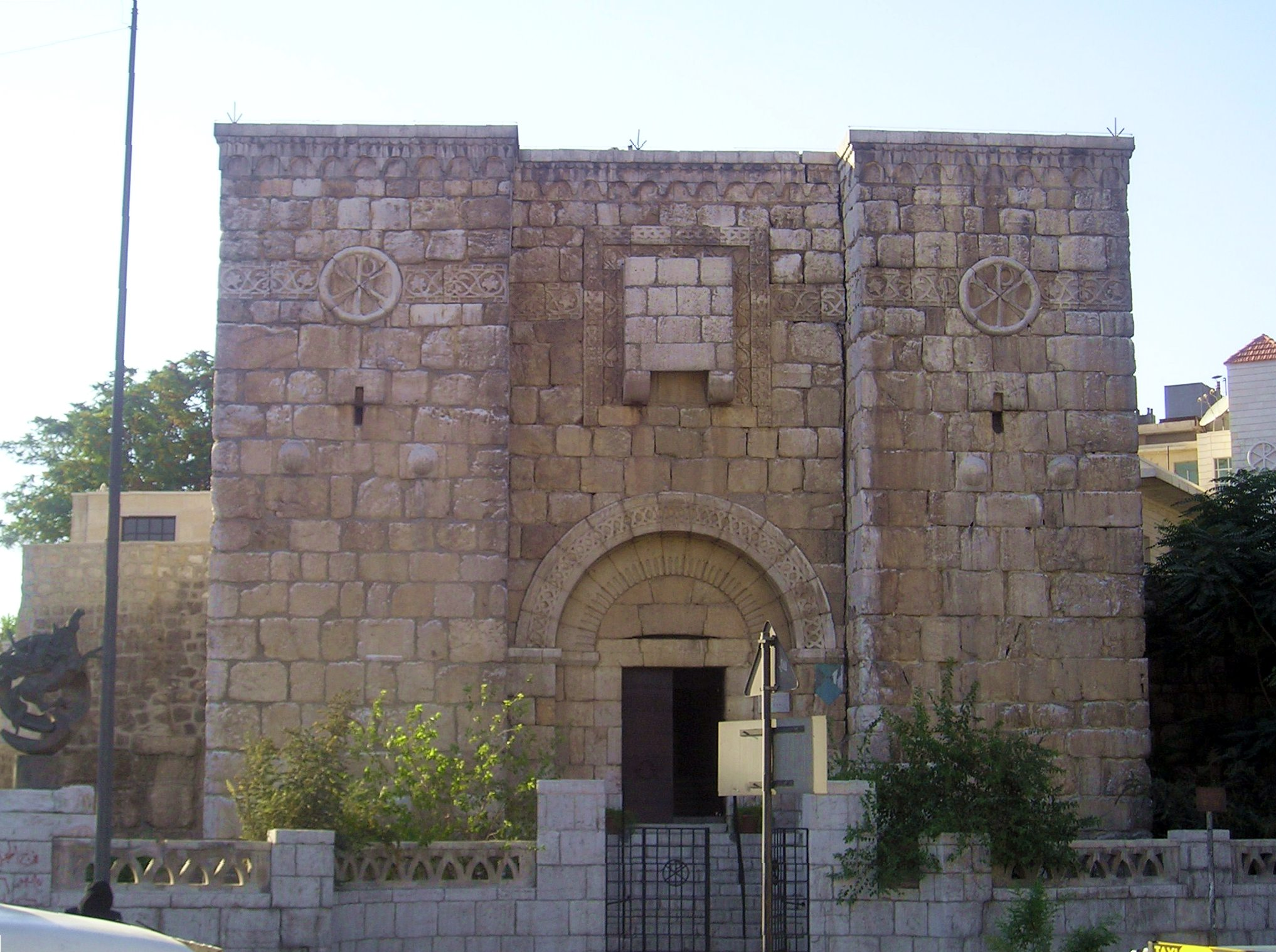
凯桑门

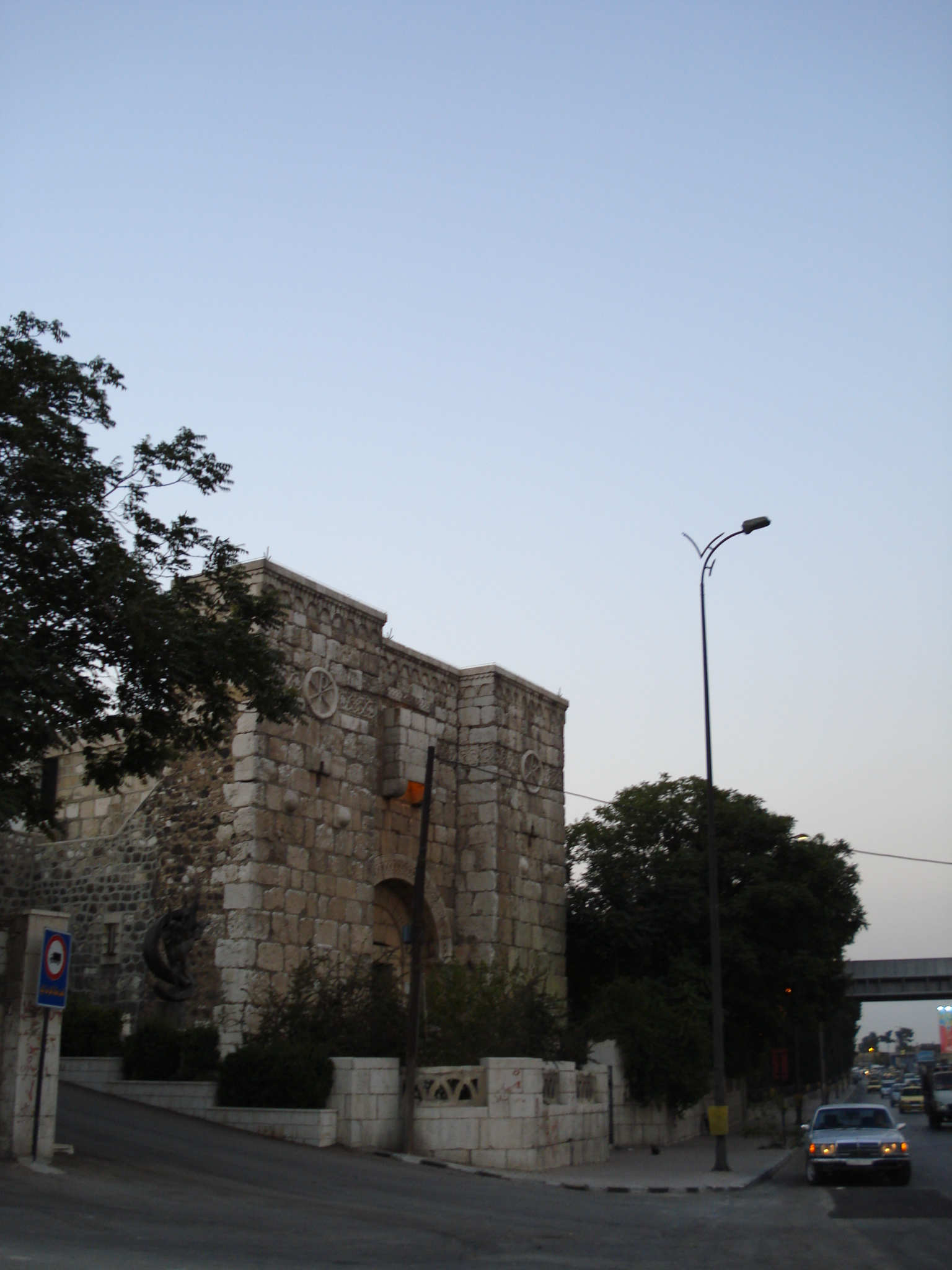
凯桑门

凯桑门（Bab Kisan；阿拉伯语:باب كيسان）是叙利亚首都大马士革的8座城门之一，位于旧城东南部，纪念一名在哈里发穆阿维叶时期的奴隶。城墙建于罗马时代，供奉萨图尔努斯。 
凯桑门可能是圣保罗在被追捕时逃生的路线。保罗述说在前往该市的路上，看见耶稣向他显现（使徒行传9:1-9）。此后他在大马士革住了三年，然后去住在纳巴特王国（他称之为“阿拉伯” ）一个未知的时期，后又回到大马士革（这时在纳巴特统治下）。三年多以后（加拉太书 1:17;20)，由于反对他的教诲的犹太人的爆炸反应，他被迫在夜色的掩护下逃离该城（使徒行传9:23;25;林后11:32）。他从城墙上的一个窗口坐在筐内降到地上，在他的门徒的帮助下，夜间逃走，前往耶路撒冷。保罗在圣经中讲到，他通过窗口逃脱了某种死亡（林后11,32-33）。
今天，在凯桑门的原址上建有圣保罗教堂，据信其中保存了保罗逃跑时通过的窗户。